# Hamarkameratene 2020
Questa voce raccoglie le informazioni riguardanti l'Hamarkameratene nelle competizioni ufficiali della stagione 2020.

## Stagione
A causa della pandemia di COVID-19, il 12 marzo 2020 è stato reso noto che la Norges Fotballforbund aveva inizialmente rinviato l'inizio dell'attività calcistica al 15 aprile. A seguito della decisione del ministero della cultura di vietare la ripresa delle attività fino al 15 giugno, i calendari del campionato sono stati ancora rimodulati. Il 19 maggio, il ministro della cultura Abid Raja ha confermato che la 1. divisjon sarebbe ricominciata la prima settimana di luglio.
Sempre il 19 maggio, l'HamKam ha reso noto d'aver risolto il contratto con l'allenatore Gaute Helstrup. Il 21 maggio, Espen Olsen è stato scelto al suo posto, con Geir Frigård come assistente.
Il 12 giugno, Raja ha reso noto che sarebbe stata permessa una capienza massima di 200 spettatori. Dal 30 settembre, la capienza è stata aumentata a 600 spettatori, negli impianti dove potesse essere garantita la distanza interpersonale.
Il 7 agosto, l'HamKam ha reso noto che Espen Olsen aveva lasciato l'incarico di allenatore, diventando direttore sportivo della società. Frigård avrebbe ricoperto quindi il ruolo ad interim, in attesa di una scelta definitiva. Il 15 agosto, Kjetil Rekdal è stato nominato nuovo allenatore.
Il 10 settembre 2020, la Norges Fotballforbund – dopo diversi rinvii – ha dovuto annullare l'edizione stagionale del Norgesmesterskapet, a causa dell'impossibilità di disputare tutte le partite previste a causa della condensazione del calendario del campionato. Anche il calciomercato è stato organizzato quindi diversamente, con una sessione estiva e una autunnale.
L'HamKam ha chiuso la stagione al 9º posto finale. Rubén Alegre Guerra è stato il calciatore più utilizzato in stagione, con 28 presenze. Marcus Pedersen è stato il miglior marcatore della squadra, con 10 reti realizzate.

## Maglie e sponsor
Lo sponsor tecnico per la stagione 2020 è stato Puma, mentre lo sponsor ufficiale è stato ELVIA. La divisa casalinga era composta da una maglietta bianca con una rifiniture verdi, pantaloncini verdi e calzettoni bianchi. Quella da trasferta prevedeva una maglietta verde con dettagli bianchi, pantaloncini bianchi e calzettoni verdi.
| Casa | Trasferta |

## Rosa
| N. |                      | Ruolo | Calciatore                |
| -- | -------------------- | ----- | ------------------------- |
| 1  | Norvegia (bandiera)  | P     | Lars Jendal               |
| 3  | Norvegia (bandiera)  | A     | William Moan Mikalsen     |
| 4  | Norvegia (bandiera)  | C     | Erik Olaf Krohnstad       |
| 5  | Norvegia (bandiera)  | D     | Steinar Strømnes          |
| 6  | Norvegia (bandiera)  | D     | Amin Nouri                |
| 6  | Norvegia (bandiera)  | C     | Lars-Gunnar Johnsen       |
| 7  | Danimarca (bandiera) | C     | Ahmed Daghim              |
| 8  | Norvegia (bandiera)  | C     | Markus Solbakken          |
| 9  | Norvegia (bandiera)  | A     | Jonas Enkerud             |
| 10 | Norvegia (bandiera)  | C     | Emil Sildnes              |
| 11 | Norvegia (bandiera)  | A     | Marcus Pedersen           |
| 13 | Spagna (bandiera)    | D     | Rubén Alegre Guerra       |
| 14 | Norvegia (bandiera)  | C     | Kristian Eriksen          |
| 14 | Norvegia (bandiera)  | D     | Steffen Skogvang Pedersen |
| 15 | Norvegia (bandiera)  | C     | Vetle Skjærvik            |

| N. |                     | Ruolo | Calciatore                |
| -- | ------------------- | ----- | ------------------------- |
| 16 | Norvegia (bandiera) | C     | Anders Dieserud           |
| 17 | Norvegia (bandiera) | D     | Kristian Strande          |
| 18 | Norvegia (bandiera) | A     | Sebastian Pedersen        |
| 19 | Norvegia (bandiera) | C     | Sander Eng Strand         |
| 20 | Norvegia (bandiera) | D     | Jo Nymo Matland           |
| 21 | Norvegia (bandiera) | D     | Jesper Taaje              |
| 21 | Norvegia (bandiera) | A     | Tobias Svendsen           |
| 22 | Norvegia (bandiera) | C     | Kristian Lønstad Onsrud   |
| 23 | Norvegia (bandiera) | A     | Jarmund Øyen Kvernstuen   |
| 25 | Norvegia (bandiera) | D     | Davod Arzani              |
| 30 | Norvegia (bandiera) | P     | Andreas Hippe Fagereng    |
| 31 | Senegal (bandiera)  | P     | Serigne Mor Mbaye         |
| 33 | Norvegia (bandiera) | P     | Mathias Eriksen Ranmark'' |
| 40 | Nigeria (bandiera)  | A     | Moses Ebiye               |
| 99 | Nigeria (bandiera)  | A     | Adeleke Akinyemi          |

## Calciomercato

### Sessione invernale(dal 09/01 al 01/04)
| Arrivi | Arrivi                  | Arrivi      | Arrivi        |
| R.     | Nome                    | da          | Modalità      |
| ------ | ----------------------- | ----------- | ------------- |
| P      | Mathias Eriksen Ranmark | Molde       | prestito      |
| D      | Kristian Strande        |             | svincolato    |
| D      | Steinar Strømnes        | Stabæk      | definitivo    |
| C      | Ahmed Daghim            | Copenaghen  | prestito      |
| C      | Anders Dieserud         |             | svincolato    |
| C      | Sander Eng Strand       | Elverum     | fine prestito |
| C      | Erik Olaf Krohnstad     |             | svincolato    |
| C      | Vetle Skjærvik          | Lillehammer | definitivo    |

| Partenze | Partenze            | Partenze | Partenze   |
| R.       | Nome                | a        | Modalità   |
| -------- | ------------------- | -------- | ---------- |
| P        | Łukasz Jarosiński   |          | svincolato |
| D        | Jacob Egeris        |          | svincolato |
| D        | Odmar Færø          |          | svincolato |
| D        | Hans Norbye         | Alta     | definitivo |
| C        | Simen Bolkan Nordli | Aalesund | definitivo |
| C        | Petter Vaagan Moen  |          | ritiro     |
| A        | Ibrahim Abubakar    |          | svincolato |
| A        | Jean Alassane Mendy |          | svincolato |
| A        | Ole Erik Midtskogen |          | svincolato |

### Sessione estiva(dal 10/06 al 30/06)
| Arrivi | Arrivi                | Arrivi     | Arrivi     |
| R.     | Nome                  | da         | Modalità   |
| ------ | --------------------- | ---------- | ---------- |
| C      | Tobias Svendsen       | Molde      | definitivo |
| A      | William Moan Mikalsen | Bodø/Glimt | definitivo |
| A      | Marcus Pedersen       |            | svincolato |

| Partenze | Partenze | Partenze | Partenze |
| R.       | Nome     | a        | Modalità |
| -------- | -------- | -------- | -------- |

### Sessione autunnale(dall'08/09 al 05/10)
| Arrivi | Arrivi             | Arrivi          | Arrivi     |
| R.     | Nome               | da              | Modalità   |
| ------ | ------------------ | --------------- | ---------- |
| P      | Serigne Mor Mbaye  | Kristiansund BK | prestito   |
| D      | Amin Nouri         | Vålerenga       | prestito   |
| D      | Jesper Taaje       | Kjelsås         | definitivo |
| C      | Kristian Eriksen   | Elverum         | definitivo |
| A      | Adeleke Akinyemi   | Start           | prestito   |
| A      | Moses Ebiye        | Lillestrøm      | definitivo |
| A      | Sebastian Pedersen | Strømsgodset    | definitivo |

| Partenze | Partenze                  | Partenze   | Partenze      |
| R.       | Nome                      | a          | Modalità      |
| -------- | ------------------------- | ---------- | ------------- |
| P        | Mathias Eriksen Ranmark   | Molde      | fine prestito |
| D        | Steffen Skogvang Pedersen | Tromsø     | definitivo    |
| C        | Lars-Gunnar Johnsen       | Tromsø     | definitivo    |
| A        | Tobias Svendsen           | Lillestrøm | definitivo    |

## Risultati

### 1. divisjon

#### Girone di andata
| Arbitro: | Hauge |

|                                 |           |                                                 |
| M. Pedersen 2’ Nymo Matland 82’ | Marcatori | 56’ Güven 90’ (aut.) Skogvang Pedersen 90’ Røer |

| Arbitro: | Higraff |

|                                    |           |  |
| Melgalvis Andreassen 60’ Ebiye 84’ | Marcatori |  |

| Arbitro: | H. Røvig Sletner |

|                                          |           |                                             |
| M. Pedersen 38’ Svendsen 48’ Enkerud 79’ | Marcatori | 1’, 78’ Heggebø 22’ van der Spa 90’ Fantoft |

| Arbitro: | Ekeli Valen |

|                                          |           |                   |
| Daghim 82’ (aut.) Norheim 87’ Baidoo 90’ | Marcatori | 45’, 52’ Svendsen |

| Arbitro: | Koløy |

|                                              |           |                                                   |
| Nymo Matland 39’ (rig.) M. Pedersen 66’, 89’ | Marcatori | 22’ Sollie Rønning 44’ Tønne 64’ Alseth 90’ Solli |

| Arbitro: | Bodding |

|                         |           |                                    |
| Ringstad 13’ Garnås 90’ | Marcatori | 33’ Skogvang Pedersen 48’ Svendsen |

| Arbitro: | Berg |

|                                     |           |              |
| M. Pedersen 11’ (rig.) Svendsen 24’ | Marcatori | 53’, 80’ Øby |

| Arbitro: | Hauge |

|                                            |           |                              |
| K. Hoven 1’, 73’ Totland 71’ Brændsrød 90’ | Marcatori | 36’ Enkerud 89’ Nymo Matland |

| Arbitro: | Lien |

|                           |           |                             |
| Lorentzen 87’ Valsvik 90’ | Marcatori | 31’ M. Pedersen 64’ Enkerud |

| Arbitro: | S. Røvig Sletner |

|                    |           |             |
| Lønstad Onsrud 22’ | Marcatori | 13’ Høyland |

| Arbitro: | Sinnes |

|             |           |                                    |
| Eriksen 60’ | Marcatori | 38’ M. Pedersen 80’ Lønstad Onsrud |

| Arbitro: | H. Røvig Sletner |

|  |           |                      |
|  | Marcatori | 45’ Azemi 82’ Opsahl |

| Arbitro: | Huru Kellerhals |

|  |           |                 |
|  | Marcatori | 49’ M. Pedersen |

| Arbitro: | Moen |

|  |           |             |
|  | Marcatori | 73’ Breivik |

| Arbitro: | Ekeli Valen |

|                                  |           |  |
| Sellin 37’, 75’ Chaib 51’ (rig.) | Marcatori |  |

#### Girone di ritorno
| Arbitro: | Berg |

|                              |           |                               |
| Knudsen 12’ (aut.) Taaje 90’ | Marcatori | 10’, 58’ Knudsen 29’ Wichmann |

| Arbitro: | Tennøy |

|               |           |                                               |
| Skagestad 15’ | Marcatori | 36’ (rig.) Lønstad Onsrud 45’ (aut.) Steiring |

| Arbitro: | Lien |

|                   |           |                        |
| Strømnes 18’, 76’ | Marcatori | 33’ Rødahl 88’ Lillebo |

| Arbitro: | Hauge |

|  |           |                           |
|  | Marcatori | 3’ Strømnes 28’ Solbakken |

| Arbitro: | Sinnes |

|                         |           |  |
| Ebiye 39’ Solbakken 82’ | Marcatori |  |

| Arbitro: | Moen |

|        |           |                           |
| Aga 3’ | Marcatori | 43’ Ebiye 71’ M. Pedersen |

| Arbitro: | Tennøy |

|                                      |           |             |
| K. Hoven 63’ (aut.) Nymo Matland 74’ | Marcatori | 34’ Michael |

| Arbitro: | Medic |

|                                                    |           |             |
| Ingebrigtsen 17’ Gundersen 87’ Antonsen 90’ (rig.) | Marcatori | 77’ Enkerud |

| Arbitro: | Koløy |

|                  |           |                   |
| Enkerud 58’, 70’ | Marcatori | 82’ Nilsen Tangen |

| Arbitro: | H. Røvig Sletner |

|              |           |           |
| Sortevik 51’ | Marcatori | 55’ Taaje |

| Arbitro: | Lien |

|                                              |           |                 |
| Nouri 17’ M. Pedersen 61’ Lønstad Onsrud 76’ | Marcatori | 90’ Kristiansen |

| Arbitro: | Moen |

|                  |           |            |
| Nymo Matland 48’ | Marcatori | 66’ Bjørlo |

| Arbitro: | Berg |

|           |           |             |
| Sæter 30’ | Marcatori | 74’ Eriksen |

| Arbitro: | Sinnes |

|             |           |                |
| Eriksen 23’ | Marcatori | 82’ Haraldsson |

| Arbitro: | Huru Kellerhals |

|             |           |                            |
| Heggebø 57’ | Marcatori | 20’ Enkerud 36’, 68’ Ebiye |

## Statistiche

### Statistiche di squadra
| Competizione | Punti | In casa | In casa | In casa | In casa | In casa | In casa | In trasferta | In trasferta | In trasferta | In trasferta | In trasferta | In trasferta | Totale | Totale | Totale | Totale | Totale | Totale | DR |
| Competizione | Punti | G       | V       | N       | P       | Gf      | Gs      | G            | V            | N            | P            | Gf           | Gs           | G      | V      | N      | P      | Gf     | Gs     | DR |
| ------------ | ----- | ------- | ------- | ------- | ------- | ------- | ------- | ------------ | ------------ | ------------ | ------------ | ------------ | ------------ | ------ | ------ | ------ | ------ | ------ | ------ | -- |
| 1. divisjon  | 39    | 15      | 4       | 5       | 6       | 26      | 27      | 15           | 6            | 4            | 5            | 23           | 25           | 30     | 10     | 9      | 11     | 49     | 52     | -3 |
| Totale       | -     | 15      | 4       | 5       | 6       | 26      | 27      | 15           | 6            | 4            | 5            | 23           | 25           | 30     | 10     | 9      | 11     | 49     | 52     | -3 |

### Andamento in campionato
| Giornata  | 1  | 2  | 3  | 4  | 5  | 6  | 7  | 8  | 9  | 10 | 11 | 12 | 13 | 14 | 15 | 16 | 17 | 18 | 19 | 20 | 21 | 22 | 23 | 24 | 25 | 26 | 27 | 28 | 29 | 30 |
| --------- | -- | -- | -- | -- | -- | -- | -- | -- | -- | -- | -- | -- | -- | -- | -- | -- | -- | -- | -- | -- | -- | -- | -- | -- | -- | -- | -- | -- | -- | -- |
| Luogo     | C  | T  | C  | T  | C  | T  | C  | T  | T  | C  | T  | C  | T  | C  | T  | C  | T  | C  | T  | C  | T  | C  | T  | C  | T  | C  | C  | T  | C  | T  |
| Risultato | P  | P  | P  | P  | P  | N  | N  | P  | N  | N  | V  | P  | V  | P  | P  | P  | V  | N  | V  | V  | V  | V  | P  | V  | N  | V  | N  | N  | N  | V  |
| Posizione | 10 | 15 | 15 | 15 | 15 | 16 | 16 | 16 | 16 | 16 | 16 | 16 | 16 | 16 | 16 | 16 | 15 | 14 | 13 | 12 | 12 | 11 | 12 | 11 | 11 | 9  | 9  | 9  | 9  | 9  |

Fonte:  OBOS-ligaen 2020, su altomfotball.no, Altomfotball.
Legenda:

Luogo: C = Casa; T = Trasferta. Risultato: V = Vittoria; N = Pareggio; P = Sconfitta.

### Statistiche dei giocatori
| Giocatore            | 1. divisjon | 1. divisjon | 1. divisjon | 1. divisjon | Coppa nazionale | Coppa nazionale | Coppa nazionale | Coppa nazionale | Coppe europee | Coppe europee | Coppe europee | Coppe europee | Altre coppe | Altre coppe | Altre coppe | Altre coppe | Totale   | Totale | Totale      | Totale     |
| Giocatore            | Presenze    | Reti        | Ammonizioni | Espulsioni  | Presenze        | Reti            | Ammonizioni     | Espulsioni      | Presenze      | Reti          | Ammonizioni   | Espulsioni    | Presenze    | Reti        | Ammonizioni | Espulsioni  | Presenze | Reti   | Ammonizioni | Espulsioni |
| -------------------- | ----------- | ----------- | ----------- | ----------- | --------------- | --------------- | --------------- | --------------- | ------------- | ------------- | ------------- | ------------- | ----------- | ----------- | ----------- | ----------- | -------- | ------ | ----------- | ---------- |
| A. Akinyemi          | 8           | 0           | 0           | 0           |                 |                 |                 |                 |               |               |               |               |             |             |             |             | 8        | 0      | 0           | 0          |
| R. Alegre Guerra     | 28          | 0           | 5           | 0           |                 |                 |                 |                 |               |               |               |               |             |             |             |             | 28       | 0      | 5           | 0          |
| D. Arzani            | 1           | 0           | 0           | 0           |                 |                 |                 |                 |               |               |               |               |             |             |             |             | 1        | 0      | 0           | 0          |
| A. Daghim            | 8           | 0           | 0           | 0           |                 |                 |                 |                 |               |               |               |               |             |             |             |             | 8        | 0      | 0           | 0          |
| A. Dieserud          | 14          | 0           | 2           | 0           |                 |                 |                 |                 |               |               |               |               |             |             |             |             | 14       | 0      | 2           | 0          |
| M. Ebiye             | 15          | 4           | 0           | 0           |                 |                 |                 |                 |               |               |               |               |             |             |             |             | 15       | 4      | 0           | 0          |
| S. Eng Strand        | 4           | 0           | 0           | 0           |                 |                 |                 |                 |               |               |               |               |             |             |             |             | 4        | 0      | 0           | 0          |
| J. Enkerud           | 23          | 7           | 0           | 0           |                 |                 |                 |                 |               |               |               |               |             |             |             |             | 23       | 7      | 0           | 0          |
| K. Eriksen           | 15          | 2           | 3           | 0           |                 |                 |                 |                 |               |               |               |               |             |             |             |             | 15       | 2      | 3           | 0          |
| M. Eriksen Ranmark   | 2           | -5          | 0           | 0           |                 |                 |                 |                 |               |               |               |               |             |             |             |             | 2        | -5     | 0           | 0          |
| A. Hippe Fagereng    | 0           | 0           | 0           | 0           |                 |                 |                 |                 |               |               |               |               |             |             |             |             | 0        | 0      | 0           | 0          |
| L. Jendal            | 17          | -33         | 3           | 0           |                 |                 |                 |                 |               |               |               |               |             |             |             |             | 17       | -33    | 3           | 0          |
| L. Johnsen           | 10          | 0           | 3           | 0           |                 |                 |                 |                 |               |               |               |               |             |             |             |             | 10       | 0      | 3           | 0          |
| E. Krohnstad         | 2           | 0           | 0           | 0           |                 |                 |                 |                 |               |               |               |               |             |             |             |             | 2        | 0      | 0           | 0          |
| K. Lønstad Onsrud    | 27          | 4           | 5           | 0           |                 |                 |                 |                 |               |               |               |               |             |             |             |             | 27       | 4      | 5           | 0          |
| S. Mbaye             | 11          | -14         | 0           | 0           |                 |                 |                 |                 |               |               |               |               |             |             |             |             | 11       | -14    | 0           | 0          |
| W. Moan Mikalsen     | 15          | 0           | 0           | 0           |                 |                 |                 |                 |               |               |               |               |             |             |             |             | 15       | 0      | 0           | 0          |
| A. Nouri             | 15          | 1           | 2           | 0           |                 |                 |                 |                 |               |               |               |               |             |             |             |             | 15       | 1      | 2           | 0          |
| J. Nymo Matland      | 24          | 5           | 2           | 0           |                 |                 |                 |                 |               |               |               |               |             |             |             |             | 24       | 5      | 2           | 0          |
| J. Øyen Kvernstuen   | 8           | 0           | 1           | 0           |                 |                 |                 |                 |               |               |               |               |             |             |             |             | 8        | 0      | 1           | 0          |
| M. Pedersen          | 21          | 10          | 9           | 0           |                 |                 |                 |                 |               |               |               |               |             |             |             |             | 21       | 10     | 9           | 0          |
| S. Pedersen          | 5           | 0           | 0           | 0           |                 |                 |                 |                 |               |               |               |               |             |             |             |             | 5        | 0      | 0           | 0          |
| E. Sildnes           | 24          | 0           | 0           | 0           |                 |                 |                 |                 |               |               |               |               |             |             |             |             | 24       | 0      | 0           | 0          |
| V. Skjærvik          | 22          | 0           | 5           | 1           |                 |                 |                 |                 |               |               |               |               |             |             |             |             | 22       | 0      | 5           | 1          |
| S. Skogvang Pedersen | 14          | 1           | 1           | 0           |                 |                 |                 |                 |               |               |               |               |             |             |             |             | 14       | 1      | 1           | 0          |
| M. Solbakken         | 26          | 2           | 3           | 0           |                 |                 |                 |                 |               |               |               |               |             |             |             |             | 26       | 2      | 3           | 0          |
| K. Strande           | 12          | 0           | 4           | 0           |                 |                 |                 |                 |               |               |               |               |             |             |             |             | 12       | 0      | 4           | 0          |
| S. Strømnes          | 27          | 3           | 3           | 0           |                 |                 |                 |                 |               |               |               |               |             |             |             |             | 27       | 3      | 3           | 0          |
| T. Svendsen          | 14          | 5           | 3           | 0           |                 |                 |                 |                 |               |               |               |               |             |             |             |             | 14       | 5      | 3           | 0          |
| J. Taaje             | 12          | 2           | 1           | 0           |                 |                 |                 |                 |               |               |               |               |             |             |             |             | 12       | 2      | 1           | 0          |